# Xây dựng mêtric Schwarzschild
Mêtric Schwarzschild miêu tả không-thời gian dưới ảnh hưởng của một khối vật chất đối xứng cầu có khối lượng lớn và không quay.

## Quy ước và ký hiệu
Trong bài này ta làm việc trong một hệ tọa độ với các tọa độ {\displaystyle \left(r,\theta ,\phi ,t\right)} được đánh số theo thứ tự từ 1 đến 4. Ta bắt đầu với mêtric ở dạng tổng quát nhất (10 thành phần độc lập, mỗi thành phần là một hàm trơn 4 biến). Nghiệm cần tìm được giả thiết có dạng đối xứng cầu, tính tĩnh và chân không, các giả thiết này có thể được phát biểu như sau:
1. Một không-thời gian đối xứng cầu là một không-thời gian bất biến dưới các phép quay và lấy ảnh phản chiếu.
2. Một không-thời gian tĩnh có tất cả các thành phần mêtric độc lập với tọa độ thời gian {\displaystyle t} (sao cho {\displaystyle {\tfrac {\partial }{\partial t}}g_{\mu \nu }=0}) và cấu trúc hình học của không-thời gian không đổi dưới phép đảo ngược thời gian {\displaystyle t\rightarrow -t}.
3. Một nghiệm chân không thỏa mãn {\displaystyle T_{ab}=0}. Từ phương trình trường Einstein (với hằng số vũ trụ bằng không), ta suy ra {\displaystyle R_{ab}=0} vì thực hiện phép co {\displaystyle R_{ab}-{\tfrac {R}{2}}g_{ab}=0} cho thấy {\displaystyle R=0}.
4. Kiểu dấu mêtric được sử dụng là (+,+,+,−).

## Chéo hóa mêtric
Chéo hóa mêtric là phép giản lược đầu tiên có thể thực hiện. Dưới phép chuyển đổi tọa độ, {\displaystyle (r,\theta ,\phi ,t)\rightarrow (r,\theta ,\phi ,-t)}, tất cả các thành phần mêtric cần không đổi. Các thành phần mêtric {\displaystyle g_{\mu 4}} ({\displaystyle \mu \neq 4}) thay đổi dưới phép chuyển đổi này thành:
{\displaystyle g_{\mu 4}'={\frac {\partial x^{\alpha }}{\partial x^{'\mu }}}{\frac {\partial x^{\beta }}{\partial x^{'4}}}g_{\alpha \beta }=-g_{\mu 4}} ({\displaystyle \mu \neq 4})
Tuy nhiên, do {\displaystyle g'_{\mu 4}=g_{\mu 4}} (các thành phần mêtric không đổi), ta suy ra:
{\displaystyle g_{\mu 4}=\,0} ({\displaystyle \mu \neq 4})
Tương tự, với các phép chuyển đổi tọa độ {\displaystyle (r,\theta ,\phi ,t)\rightarrow (r,\theta ,-\phi ,t)} và {\displaystyle (r,\theta ,\phi ,t)\rightarrow (r,-\theta ,\phi ,t)} lần lượt suy ra:
{\displaystyle g_{\mu 3}=\,0} ({\displaystyle \mu \neq 3})
{\displaystyle g_{\mu 2}=\,0} ({\displaystyle \mu \neq 2})
Từ các điều trên ta có
{\displaystyle g_{\mu \nu }=\,0} ({\displaystyle \mu \neq \nu })
và vì vậy mêtric phải có dạng
{\displaystyle ds^{2}=\,g_{11}\,dr^{2}+g_{22}\,d\theta ^{2}+g_{33}\,d\phi ^{2}+g_{44}\,dt^{2}}
trong đó bốn thành phần mêtric đều độc lập với tọa độ thời gian {\displaystyle t} (theo giả thiết tĩnh).

## Giản lược các thành phần
Trên mỗi siêu mặt với {\displaystyle t} không đổi, {\displaystyle \theta } không đổi và {\displaystyle \phi } không đổi (nói cách khác trên mỗi đường theo phương bán kính), {\displaystyle g_{11}} chỉ được phụ thuộc vào {\displaystyle r} (do tính đối xứng cầu). Theo đó {\displaystyle g_{11}} là một hàm số một biến:
{\displaystyle g_{11}=A\left(r\right)}
Lập luận tương tự với {\displaystyle g_{44}} ta có:
{\displaystyle g_{44}=B\left(r\right)}
Trên các siêu mặt với {\displaystyle t} không đổi và {\displaystyle r} không đổi, mêtric phải có dạng mặt cầu 3 chiều:
{\displaystyle dl^{2}=r_{0}^{2}(d\theta ^{2}+\sin ^{2}\theta \,d\phi ^{2})}
Chọn một trong số các siêu mặt này (chẳng hạn như siêu mặt với bán kính {\displaystyle r_{0}}), các thành phần mêtric giới hạn ở siêu mặt này (ký hiệu bằng {\displaystyle {\tilde {g}}_{22}} và {\displaystyle {\tilde {g}}_{33}}) phải không đổi dưới các phép quay qua {\displaystyle \theta } và {\displaystyle \phi } (do giả thiết đối xứng cầu). So sánh các dạng của mêtric trên siêu mặt này ta được:
{\displaystyle {\tilde {g}}_{22}\left(d\theta ^{2}+{\frac {{\tilde {g}}_{33}}{{\tilde {g}}_{22}}}\,d\phi ^{2}\right)=r_{0}^{2}(d\theta ^{2}+\sin ^{2}\theta \,d\phi ^{2})}
từ đó suy ra:
{\displaystyle {\tilde {g}}_{22}=r_{0}^{2}} và {\displaystyle {\tilde {g}}_{33}=r_{0}^{2}\sin ^{2}\theta }
Tuy nhiên điều này cần đúng trên mỗi siêu mặt; vì vậy,
{\displaystyle g_{22}=\,r^{2}} và {\displaystyle g_{33}=\,r^{2}\sin ^{2}\theta }
Từ đó suy ra mêtric có dạng như sau:
{\displaystyle ds^{2}=A\left(r\right)dr^{2}+r^{2}\,d\theta ^{2}+r^{2}\sin ^{2}\theta \,d\phi ^{2}+B\left(r\right)dt^{2}}
với {\displaystyle A} và {\displaystyle B} là các hàm số chưa biết theo biến {\displaystyle r}. Lưu ý rằng nếu {\displaystyle A} hoặc {\displaystyle B} bằng không tại một điểm nào đó, mêtric sẽ kỳ dị tại điểm đó.

## Tính các ký hiệu Christoffel
Từ mêtric trên, ta tìm được các ký hiệu Christoffel, trong đó các chỉ số là {\displaystyle (1,2,3,4)=(r,\theta ,\phi ,t)}. Dấu {\displaystyle '} ký hiệu đạo hàm hoàn toàn của một hàm số.
{\displaystyle \Gamma _{ik}^{1}={\begin{bmatrix}A'/\left(2A\right)&0&0&0\\0&-r/A&0&0\\0&0&-r\sin ^{2}\theta /A&0\\0&0&0&-B'/\left(2A\right)\end{bmatrix}}}
{\displaystyle \Gamma _{ik}^{2}={\begin{bmatrix}0&1/r&0&0\\1/r&0&0&0\\0&0&-\sin \theta \cos \theta &0\\0&0&0&0\end{bmatrix}}}
{\displaystyle \Gamma _{ik}^{3}={\begin{bmatrix}0&0&1/r&0\\0&0&\cot \theta &0\\1/r&\cot \theta &0&0\\0&0&0&0\end{bmatrix}}}
{\displaystyle \Gamma _{ik}^{4}={\begin{bmatrix}0&0&0&B'/\left(2B\right)\\0&0&0&0\\0&0&0&0\\B'/\left(2B\right)&0&0&0\end{bmatrix}}}

## Áp dụng hệ phương trình trường để tìmA(r) vàB(r)
Để tìm {\displaystyle A} và {\displaystyle B}, ta áp dụng phương trình trường Einstein. Trong trường hợp này chúng có dạng:
{\displaystyle R_{\alpha \beta }=\,0}
Vì vậy:
{\displaystyle {\Gamma _{\beta \alpha ,\rho }^{\rho }}-\Gamma _{\rho \alpha ,\beta }^{\rho }+\Gamma _{\rho \lambda }^{\rho }\Gamma _{\beta \alpha }^{\lambda }-\Gamma _{\beta \lambda }^{\rho }\Gamma _{\rho \alpha }^{\lambda }=0\,,}
trong đó dấu phẩy được sử dụng để ký hiệu sự đổi vị trí chỉ số được dùng để đạo hàm. Độ cong Ricci sẽ mang tính chéo:
{\displaystyle R_{tt}=-{\frac {1}{4}}{\frac {B'}{A}}\left({\frac {A'}{A}}-{\frac {B'}{B}}+{\frac {4}{r}}\right)-{\frac {1}{2}}\left({\frac {B'}{A}}\right)^{'}\,,}
{\displaystyle R_{rr}=-{\frac {1}{2}}\left({\frac {B'}{B}}\right)^{'}-{\frac {1}{4}}\left({\frac {B'}{B}}\right)^{2}+{\frac {1}{4}}{\frac {A'}{A}}\left({\frac {B'}{B}}+{\frac {4}{r}}\right)\,,}
{\displaystyle R_{\theta \theta }=1-\left({\frac {r}{A}}\right)^{'}-{\frac {r}{2A}}\left({\frac {A'}{A}}+{\frac {B'}{B}}\right)\,,}
{\displaystyle R_{\phi \phi }=\sin ^{2}(\theta )R_{\theta \theta },}
trong đó dấu phẩy là đạo hàm theo r của các hàm.
Chỉ có ba trong số các phương trình trường có nghiệm không tầm thường (phương trình thứ tư chỉ là {\displaystyle \sin ^{2}\theta } nhân với phương trình thứ ba) và sau khi rút gọn chúng lần lượt trở thành:
{\displaystyle 4A'B^{2}-2rB''AB+rA'B'B+rB'^{2}A=0},
{\displaystyle -2rB''AB+rA'B'B+rB'^{2}A-4B'AB=0},
{\displaystyle rA'B+2A^{2}B-2AB-rB'A=0}
Trừ vế với vế phương trình thứ nhất và phương trình thứ hai:
{\displaystyle A'B+AB'=0\Rightarrow A(r)B(r)=K}
trong đó {\displaystyle K} là một hằng số thực khác không. Thay {\displaystyle A(r)B(r)\,=K} vào phương trình thứ ba và biến đổi ta được:
{\displaystyle rA'=A(1-A)}
có nghiệm tổng quát là:
{\displaystyle A(r)=\left(1+{\frac {1}{Sr}}\right)^{-1}}
vói hằng số thực khác không {\displaystyle S} nào đó. Vì vậy, mêtric cần tìm bây giờ sẽ có dạng:
{\displaystyle ds^{2}=\left(1+{\frac {1}{Sr}}\right)^{-1}dr^{2}+r^{2}(d\theta ^{2}+\sin ^{2}\theta d\phi ^{2})+K\left(1+{\frac {1}{Sr}}\right)dt^{2}}
Lưu ý rằng không-thời gian biểu diễn bởi mêtric trên có tính phẳng tiệm cận; khi {\displaystyle r\rightarrow \infty }, mêtric sẽ có xu hướng thu về mêtric Minkowski và đa tạp không-thời gian sẽ có cấu trúc tương tự không gian Minkowski.

## Dùng phép xấp xỉ trường yếu tìmKvàS

Con đường tìm nghiệm Schwarzschild bằng phép xấp xỉ trường yếu. Đẳng thức ở dòng 2 cho thấy g_{44} = −c^{2} + 2GM/r, với giả thiết nghiệm cần tìm thu về mêtric Minkowski khi chuyển động xảy ra xa hố đen (r tiệm cận dương vô cực).

Các đường trắc địa của mêtric (thu được khi {\displaystyle ds} đạt cực trị) phải, với một giới hạn nào đó (chẳng hạn như tốc độ ánh sáng tiến về vô cực), nhất quán với các nguyên lý chuyển động Newton (chẳng hạn các nghiệm thu được bởi phương trình Lagrange). (Mêtric cũng phải thu về không gian Minkowski khi khối lượng nó biểu diễn bằng không.)
{\displaystyle 0=\delta \int {\frac {ds}{dt}}dt=\delta \int (KE+PE_{g})dt}
(trong đó {\displaystyle KE} là động năng và {\displaystyle PE_{g}} là thế năng trọng trường) Các hằng số {\displaystyle K} và {\displaystyle S} được quyết định hoàn toàn bởi phương pháp này hoặc các phương pháp tương tự; từ giới hạn trường yếu ta thu được:
{\displaystyle g_{44}=K\left(1+{\frac {1}{Sr}}\right)\approx -c^{2}+{\frac {2Gm}{r}}=-c^{2}\left(1-{\frac {2Gm}{c^{2}r}}\right)}
trong đó {\displaystyle G} là hằng số hấp dẫn, {\displaystyle m} là khối lượng nguồn hấp dẫn và {\displaystyle c} là tốc độ ánh sáng. Vì
{\displaystyle K=\,-c^{2}} and {\displaystyle {\frac {1}{S}}=-{\frac {2Gm}{c^{2}}}}
nên
{\displaystyle A(r)=\left(1-{\frac {2Gm}{c^{2}r}}\right)^{-1}} và {\displaystyle B(r)=-c^{2}\left(1-{\frac {2Gm}{c^{2}r}}\right)}
Từ đó kết quả cuối cùng sẽ là:
{\displaystyle ds^{2}=\left(1-{\frac {2Gm}{c^{2}r}}\right)^{-1}dr^{2}+r^{2}(d\theta ^{2}+\sin ^{2}\theta d\phi ^{2})-c^{2}\left(1-{\frac {2Gm}{c^{2}r}}\right)dt^{2}}
Lưu ý rằng:
{\displaystyle {\frac {2Gm}{c^{2}}}=r_{s}}
là định nghĩa của bán kính Schwarzschild với một khối vật chất với khối lượng {\displaystyle m}, nên mêtric Schwarzschild cũng có thể viết dưới dạng:
{\displaystyle ds^{2}=\left(1-{\frac {r_{s}}{r}}\right)^{-1}dr^{2}+r^{2}(d\theta ^{2}+\sin ^{2}\theta d\phi ^{2})-c^{2}\left(1-{\frac {r_{s}}{r}}\right)dt^{2}}
từ đó cho thấy mêtric kỳ dị tại chân trời sự kiện ({\displaystyle r\rightarrow r_{s}}). Điểm kỳ dị này không có thật về mặt vật lý (điểm kỳ dị có thật nằm tại {\displaystyle r=0}), có thể cho thấy bằng một phép chuyển đổi tọa độ được lựa chọn hợp lý (ví dụ như hệ tọa độ Kruskal–Szekeres).